# Kanton Carmaux-Nord
Kanton Carmaux-Nord is een voormalig kanton van het Franse departement Tarn. Kanton Carmaux-Nord maakte deel uit van het arrondissement Albi. Het werd opgeheven bij decreet van 17 februari 2014 met uitwerking op 22 maart 2015.

## Gemeenten
Het kanton Carmaux-Nord omvatte de volgende gemeenten:
- Carmaux (deels, hoofdplaats)
- Rosières
- Saint-Benoît-de-Carmaux